# Amy Fuller
Amy Lynn Fuller (Inglewood, Kalifornia, 1968. május 30. – Los Angeles, Kalifornia, 2023. március 11.) világbajnok és olimpiai ezüstérmes amerikai evezős.

## Pályafutása
Az 1992-es barcelonai olimpián kormányos nélküli négyesben ezüstérmet szerzett társaival. 1993 és 1999 között a világbajnokságokon egy arany-, és hat ezüstérmet nyert.

## Sikerei, díjai
- Olimpiai játékok – kormányos nélküli négyes
  - ezüstérmes: 1992, Barcelona
- Világbajnokság – kormányos nyolcas
  - aranyérmes: 1995
  - ezüstérmes (6): 1993 (2x, kormányos négyes is), 1994 (2x, kormányos négyes is), 1998, 1999